# Maringouin
Maringouin – miasto w Stanach Zjednoczonych, w stanie Luizjana, w parafii Iberville.